# Pods and Gods
Pods and Gods è un singolo pubblicato dalla punk rock band NOFX nel 2000.

## Tracce
1. Pods and Gods
2. What's the Matter with Parents Today?

## Formazione
- Fat Mike - basso e voce
- El Hefe - chitarra e voce
- Eric Melvin - chitarra
- Erik Sandin - batteria